# Moké Kajima
Moké Kajima, né à Kinshasa au Zaïre (aujourd’hui République démocratique du Congo) le 3 juin 1976, est un footballeur congolais de la République démocratique du Congo, naturalisé congolais de la République du Congo en 2006. Son poste de prédilection est défenseur.
Il a joué un total de 44 matchs en Ligue 2.
Kajima est congolais de la République du Congo par son père.

## Carrière
- 1987-1992 : Paris SG B  France
- 1992-1994 : RC Paris  France
- 1994-1995 : Stade rennais  France
- 1995-1996 : Sporting Braga  Portugal
- 1996-1997 : Vendée Fontenay Foot  France
- 1997-1998 : Limoges Foot  France
- 1998-2000 : Stade de Reims  France
- 2000-2001 : Olympique Noisy-le-Sec  France
- 2001-2002 : Olympique d'Alès  France
- 2002-2003 : Pau FC  France
- 2003-2006 : Dijon FCO  France
- 2006-2007 : Paris FC  France
- 2007-2008 : FC Ryūkyū  Japon
- 2008-2009 : US Orléans  France
- Depuis juillet 2009 : Calais RUFC  France[2],[3],[4]

## Sélections
- International congolais (une sélection obtenue en 2006)